# Victor Feddersen
Victor Feddersen, danski veslač, * 31. januar 1968.
Feddersen je za Dansko nastopil na Poletnih olimpijskih igrah 1996 v Atlanti, kjer je z lahkim četverem brez krmarja osvojil zlato medaljo. Bil je tudi član čolna, ki je leta 1999 postavil svetovni rekord na dva kilometra s časom 5:45,60.